# Thus Saith the Lord
Thus Saith the Lord è un cortometraggio muto del 1913. Il nome del regista non viene riportato nei titoli.

## Produzione
Prodotto dalla Eclair American.

## Distribuzione
Il film uscì nelle sale cinematografiche USA il 21 maggio 1913, distribuito dall'Universal Film Manufacturing Company.